# Antoine Ferrari
Antoine Ferrari est un peintre français né le 1er février 1910 à Marseille et mort le 7 janvier 1995 dans le 9e arrondissement de Marseille.

## Biographie
(mars 2021).
Antoine Ferrari et sa sœur jumelle Mireille naissent à Marseille le 1er février 1910. Sa famille habite au 3, boulevard Salvator. Il peint ses premiers tableaux en 1926.
Il s'installe à Paris en 1927 et fréquente les peintres de Montparnasse. Encouragé par Kees van Dongen, il expose au Salon d'automne de cette année-là.
En 1930, il reçit une subvention de la Ville de Marseille lui permettant de suivre les cours de l'École des beaux-arts de Paris. Il remporte le prix Stanislas Torrents en 1932. Il rencontre les peintres Pierre Ambrogiani et Antoine Serra qui resteront ses amis tout au long de sa vie. Sa première exposition a lieu à la galerie Alexis Jouvène en 1933.
Il se marie en 1934 avec Blanche, qui restera toute sa vie son plus ardent défenseur. Le couple n'eut pas d'enfant.
Il est lauréat du prix Claverie en 1936 et du prix Abd-el-Tif en 1937 ; il restera pensionnaire de la villa Abd-el-Tif en Algérie au-delà des deux années d'hébergement accordées par ce prix. Il ne rentrera en France que cinq ans plus tard à cause de la Seconde Guerre mondiale.
Antoine Ferrari collabore étroitement avec André Maurice qui l’expose régulièrement dans sa galerie de 1948 à 1950. Il expose à la galerie Da Silva en 1950 et remporte le prix de la Fondation Ricard en 1951. Il expose à la galerie Galibert puis Merenciano en 1953 et 1954.
De 1955 à 1968, Ferrari se partage entre Paris et Marseille, où il revient définitivement en 1968, habitant sur le cours d'Estienne d'Orves (actuellement 6, cours Jean Ballard). Cette année d'intense création lui fit peindre de nombreux paysages. Il expose à la Vieille charité en 1975, où sont exposées 160 œuvres majeures.
Il expose régulièrement à la galerie Jouvène de 1980 à 1988.
Entre 1989 et 1995, Ferrari se retire progressivement, ne produisant que de rares œuvres. Un accident de circulation le 1er juillet 1995 met fin à une vie de création tout entière tournée vers la peinture.